# Jalandhar
Jalandhar là một thành phố và là nơi đặt hội đồng thành phố (municipal corporation) của quận Jalandhar thuộc bang Punjab, Ấn Độ.

## Địa lý
Jalandhar có vị trí 31°20′B 75°35′Đ / 31,33°B 75,58°Đ Nó có độ cao trung bình là 229 mét (751 feet).

## Nhân khẩu
Theo điều tra dân số năm 2001 của Ấn Độ, Jalandhar có dân số 701.223 người. Phái nam chiếm 54% tổng số dân và phái nữ chiếm 46%. Jalandhar có tỷ lệ 74% biết đọc biết viết, cao hơn tỷ lệ trung bình toàn quốc là 59,5%: tỷ lệ cho phái nam là 77%, và tỷ lệ cho phái nữ là 72%. Tại Jalandhar, 10% dân số nhỏ hơn 6 tuổi.